# Tirà torrenter emmascarat
El tirà torrenter emmascarat (Fluvicola nengeta) és un ocell de la família dels tirànids (Tyrannidae).

## Hàbitat i distribució
Habita riberes, aiguamolls i ciutats a les terres baixes, per l'oest dels Andes, del sud-oest de l'Equador i nord-oest del Perú. Per l'est dels Andes a l'est del Brasil.